# 司馬滋
司马滋（3世纪—311年），西晋宗室，安平献王司马孚、沛顺王司马景的后代，世系不详。
咸宁元年（275年）司马景去世，子司馬韜继位。司马韬之后司馬滋袭封沛王（治所在今安徽省淮北市西北相山区）。永嘉之乱时，司马滋镇守谷阳（今安徽省固镇县），永嘉五年（311年）七月，石勒攻打谷阳，沛王司马滋战败遇害。
| 前任： 司馬韜 | 晋朝沛王 ？－311年 | 繼任： 国除 |